# 兴隆镇 (安岳县)
兴隆镇，是中华人民共和国四川省资阳市安岳县下辖的一个乡镇级行政单位。2019年12月，撤销共和乡，将其所属行政区域划归兴隆镇管辖。

## 行政区划
兴隆镇下辖以下地区：
大成山社区、大成村、刘坪村、小东村、学堂村、磨岩村、大红村、金龙村、七角村、碑顶村、金坨村、老林村、左坪村、大石村、大骥村、万古村、青梅村、石狮村、汪沟村和界桥村。